# Gliśnica (Czarna Dąbrówka)
Gliśnica (deutsch Gliesnitz, kaschubisch Glësnica) ist ein kleines kaschubisches Dorf in der polnischen Woiwodschaft Pommern. Es gehört zur Gemeinde Czarna Dąbrówka (Schwarz Damerkow) im Powiat Bytowski (Kreis Bütow).

## Geographische Lage und Verkehrsanbindung
Gliśnica liegt in Hinterpommern, etwa 19 Kilometer südsüdwestlich der Stadt Lębork (Lauenburg in Pommern) und 45 Kilometer ostsüdöstlich der Stadt Słupsk (Stolp) an einer Nebenstraße, die die Orte Oskowo (Wutzkow, an der  Provinzstraße 212, Teilstück der ehemaligen deutschen Reichsstraße 158) mit Rokity (Groß Rakitt, an der Provinzstraße 211) verbindet. Bis 1945 bestand Bahnanschluss über die vier Kilometer entfernte Station Wutzkow (heute polnisch: Oskowo) an der dann stillgelegten und teilweise demontierten Bahnstrecke Lauenburg–Bütow (Lębork–Bytów).

## Ortsname
Die polnische Ortsbezeichnung Gliśnica kommt noch einmal in der Woiwodschaft Großpolen vor.

## Geschichte
Das früher Gliesnitz genannte Dorf war ein „freies Feldgut“ und war auf der Wutzkowschen Feldmark angelegt worden. Im Jahr 1655 werden Claus von Puttkamer sowie Steffen und Heinrich von Puttkamer als Besitzer genannt. Später ist es ein Lietzensches Lehen: Christian Heinrich von Lietzen besaß einen Teil des Gutes und kaufte 1745 den anderen Teil hinzu. Es fiel dann an seinen Sohn Karl Matthias von Lietzen und an dessen Söhne.
Um 1784 gab es in Gliesnitz zwei Vorwerke und sechs Haushaltungen. 1804 besaß es Christian Ernst von Gruben, und 1844 kaufte es ein Herr Witte für 12.500 Taler.  Die letzten Besitzer von Gliesnitz waren ein Herr Sandkamp (1893), Paul Hoffmeyer (1910), Henry Boll (1924) und Peter Gutzwiller (1938). Damals bestand das 228 Hektar große Rittergut aus 202 Hektar Ackerland.
Im Jahr 1818 registrierte man in Gliesnitz 43 Einwohner. Ihre Zahl stieg bis 1867 auf 79, betrug 1880 nur noch 44 und 1905 fast gleichbleibend 46. In den Folgejahren wurde Gliesnitz nach Bochowke (heute polnisch: Bochówko) eingemeindet. Es gehörte dann bis 1945 zum Amts- und Standesamtsbezirks Bochowke bzw. Hohenlinde im Landkreis Stolp im Regierungsbezirk Köslin der Provinz Pommern.
Gegen Ende des Zweiten Weltkriegs wurde Gliesnitz am  9. März 1945 von Truppen der Sowjetarmee besetzt. Im August wurde in Gliesnitz ein polnischer Verwalter eingesetzt, der die Güter Gliesnitz, Hohenlinde, Friedrichswalde (Alt Friedrichswalde und Neu Friedrichswalde, zum Dorf Wutzkow gehörige, südwestlich des Dorfkerns gelegene Ortsteile) und Helenenhof (Kostroga) bewirtschaften sollte. Die Dorfbewohner wurden in der Folgezeit vertrieben. Gliesnitz wurde in Gliśnica umbenannt. 
Das Dorf ist heute Teil des Schulzenamtes Rokity (Groß Rakitt) der Gmina Czarna Dąbrówka im Powiat Bytowski in der Woiwodschaft Pommern (1975 bis 1998 Woiwodschaft Słupsk). Es leben hier jetzt 36 Einwohner (Stand: 2011).

## Kirche
Gliesnitz war bis 1945 ein Teil der katholischen Pfarrei Stolp (Słupsk) und des evangelischen Kirchspiels Groß Rakitt. Letzteres gehörte zum Kirchenkreis Stolp-Altstadt in der Kirchenprovinz Pommern der Kirche der Altpreußischen Union. 
Seit 1945 gehört Gliśnica zur katholischen Pfarrei Rokity, die dem Dekanat Łupawa (Lupow) im Bistum Pelplin der Katholischen Kirche in Polen zugeordnet ist, und zum Kirchspiel der evangelischen Kreuzkirchengemeinde in Słupsk in der Diözese Pommern-Großpolen der Evangelisch-Augsburgischen Kirche in Polen.